# Curtiss SB2C Helldiver
Chiếc Curtiss-Wright SB2C Helldiver là kiểu máy bay ném bom bổ nhào hoạt động trên tàu sân bay của Hải quân Hoa Kỳ trong Thế Chiến II. Nó thay thế cho kiểu Douglas SBD Dauntless phục vụ cho Hải quân trước đó. Cho dù kích thước lớn, SB2C bay nhanh hơn nhiều so với chiếc SBD nó thay thế. Những tên lóng mà các phi đội đặt cho nó như Big-Tailed Beast (hoặc đơn giản là Beast, quái vật đuôi to), Two-Cee (2C) và Son-of-a-Bitch 2nd Class (tên đáng ghét hạng hai) một phần do tai tiếng của một kiểu thiết kế mắc nhiều lỗi.
Mặc dù những vấn đề về sản xuất tiếp tục tồn tại suốt quá trình phục vụ chiến đấu, phi công dần dần thay đổi ý kiến về những tiềm năng của chiếc Helldiver.

## Thiết kế và phát triển

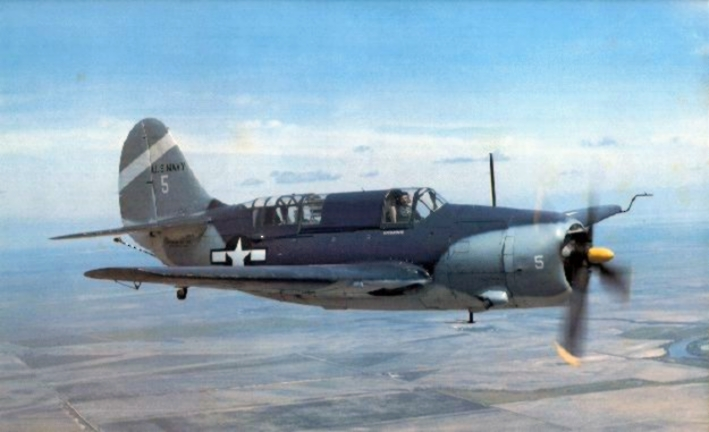
Curtiss SB2C Helldiver sơn ngụy trang 3 màu

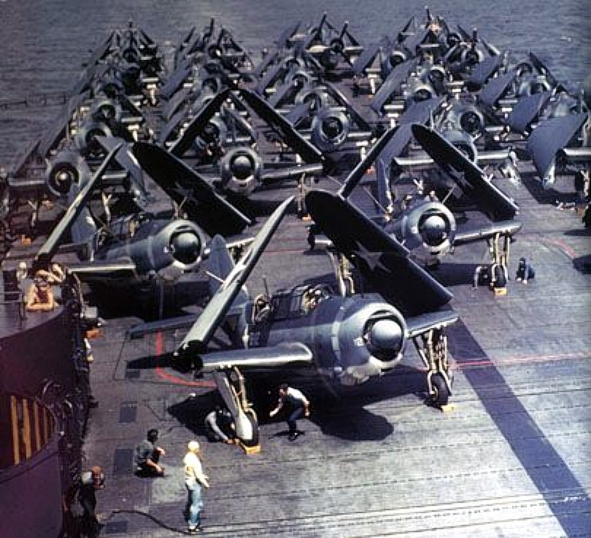
SB2C trên tàu sân bay USS Yorktown CV-10 năm 1943

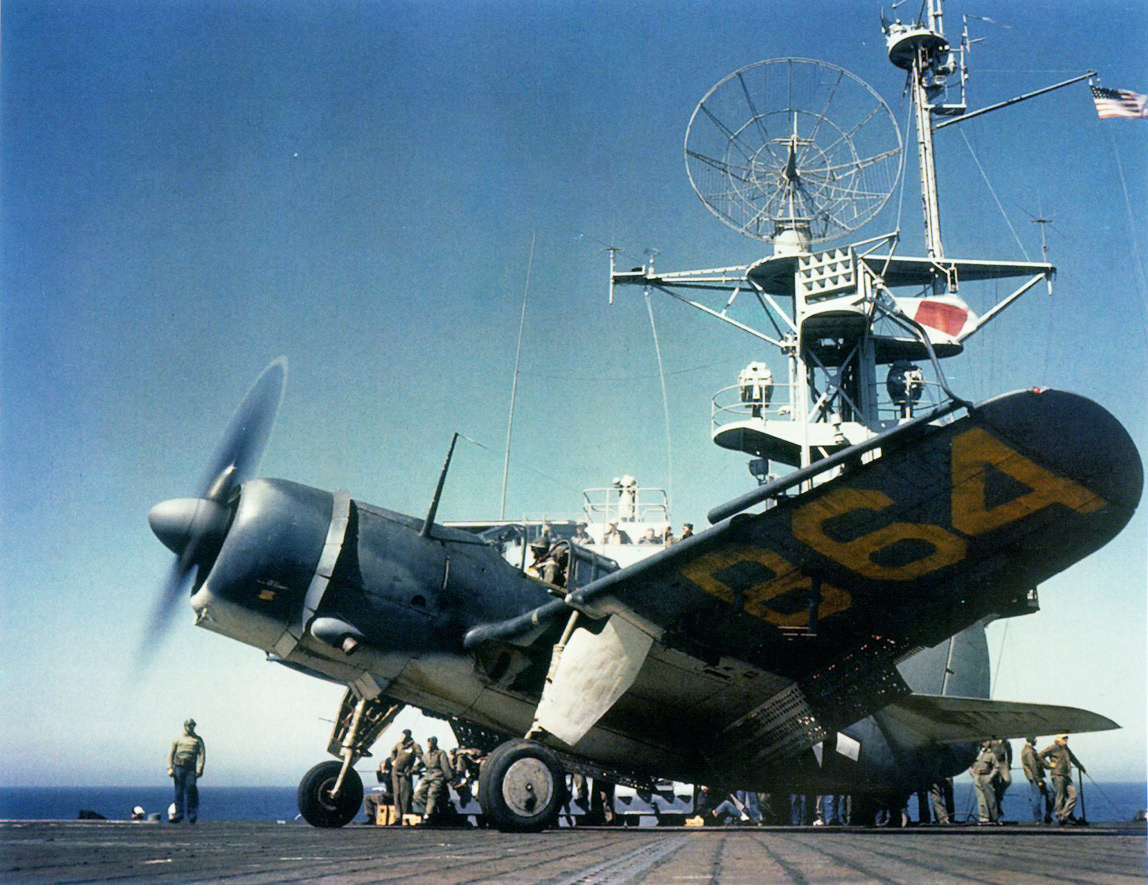
Curtiss SB2C Helldiver chuẩn bị cất cánh

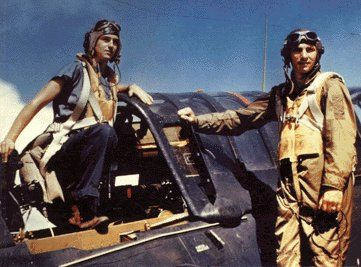
Một phi công và xạ thủ súng máy chụp ảnh cùng chiếc SB2C Helldiver đời mới, tháng 10 năm 1944

Helldiver được thiết kế để thay thế chiếc SBD Dauntless; nó là máy bay to hơn chiếc tiền nhiệm nên chỉ dùng được trên những tàu sân bay hạm đội lớn, có khả năng mang một loạt các vũ khí khác nhau, có một khoang chứa bom trong thân máy bay giúp làm giảm lực cản khi mang bom nặng. Chịu gánh nặng những yêu cầu kỹ thuật cả từ phía Thủy quân Lục chiến và Không lực Lục quân Hoa Kỳ, nhà sản xuất đã kết hợp nhiều tính năng của một máy bay "đa nhiệm" vào trong thiết kế của nó.
Chiếc nguyên mẫu XB2C-1 lúc ban đầu chịu những vấn đề nhỏ liên quan đến động cơ R-2600 và cánh quạt 3-cánh; sau đó là những yếu kém trong cấu trúc, điều khiển kém, mất ổn định hướng và kém ổn định ở tốc độ thấp. Chiếc nguyên mẫu đầu tiên bay vào tháng 12 năm 1940, và sau khi chiếc nguyên mẫu bị rơi vào tháng 2 năm 1941, Curtiss được yêu cầu chế tạo lại với những thay đổi trong cấu trúc và kiểu dáng. Chiếc nguyên mẫu thứ hai cũng bị rơi vào tháng 12 năm 1941, khi nó đang thoát ra khỏi vòng bay bổ nhào thì cánh phải và cánh đuôi bị hư hại.
Sản xuất hằng loạt được yêu cầu vào ngày 29 tháng 11 năm 1940, nhưng một số lớn các cải tiến được yêu cầu thực hiện trên kiểu sản xuất. Cánh đuôi ngang và bánh lái được mở rộng, thùng nhiên liệu được tự hàn kín và tăng thể tích nhiên liệu dự trữ. Trang bị vũ khí được tăng cường gấp đôi với 4 súng máy 0,50 inch. gắn trên cánh so với hai khẩu trên nắp động cơ trước đây. Nhờ dự trữ nhiên liệu nhiều hơn, SB2C-2 gia tăng được tầm bay xa.
Chương trình phát triển gặp nhiều trục trặc nên chiếc Grumman TBF Avenger được đưa vào hoạt động trước chiếc Helldiver, do dù nó được thiết kế chậm hơn những hai năm. Dù sao, nhịp độ sản xuất được tăng tốc do việc sản xuất tại Columbus, Ohio và hai xưởng tại Canada. Fairchild Aircraft Ltd. (Canada) đã sản xuất 300 chiếc XSBF-l, SBF-l, SBF-3 và SBF-4E; trong khi Canadian Car & Foundry chế tạo 894 chiếc SBW-l, SBW-3, SBW-4, SBW-4E và SBW-5. Những kiểu này tương ứng với những phiên bản do Curtiss chế tạo. Tổng cộng có 7.140 chiếc SB2C được sản xuất trong Thế Chiến II.

## Lịch sử hoạt động
Hằng nghìn những cải tiến và thay đổi trên dây chuyền sản xuất làm cho chiếc Helldiver không thể đưa vào hoạt động cho đến tận ngày 11 tháng 11 năm 1943, khi Phi đội VB-17 trên chiếc tàu sân bay USS Bunker Hill tấn công cảng Rabaul tại Papua New Guinea do quân Nhật chiếm giữ. Ngay cả khi Helldiver được đưa vào hoạt động trong Hải quân, những vấn đề về cấu trúc máy bay vẫn còn đó, và các phi công bị cấm bay bổ nhào trong những tình huống nhất định (một trong những vai trò chính của nó). Tương lai của "Beast" không thuận lợi khi khi nó không được các đội bay ưa thích, vì nó to và nặng hơn chiếc SBD nó thay thế. Những tai tiếng mà chiếc Helldiver gánh chịu bao gồm động cơ không đủ mạnh, tầm bay xa kém hơn chiếc SBD, được trang bị hệ thống điện tử kém tin cậy và chất lượng sản xuất kém.
Một điểm kỳ quặc của những chiếc SB2C được sơn màu ngụy trang 3-màu kiểu 1942-1943, là mặt dưới phần ngoài cánh lại được sơn màu ngụy trang đậm, vì mặt dưới cánh lại dễ nhìn thấy từ trên cao khi cánh gập.

## Hoạt động ngoài hải quân
Được chế tạo tại xưởng của Curtiss ở St. Louis, 900 chiếc được đặt hàng bởi Không lực Lục quân Hoa Kỳ dưới tên gọi A-25A Shrike. Mười chiếc đầu tiên có cánh gập, nhưng số còn lại không có tính năng này. Nhiều thay đổi khác dễ phân biệt chiếc A-25A bao gồm bánh đáp lớn hơn, bánh đáp đuôi kiểu bánh hơi, bệ ngắm súng máy khác biệt, ống xả động cơ dài hơn và trang bị liên lạc vô tuyến theo kiểu Lục quân. Đến cuối năm 1943 khi chiếc A-25A được đưa vào hoạt động, Không lực không còn nhu cầu kiểu máy bay bổ nhào. Họ chuyển giao chiếc Shrike sang Australia, nhưng Không lực Hoàng gia Australia chỉ nhận 10 chiếc và từ chối nhận số còn lại, buộc Không lực phải gởi 410 chiếc sang lực lượng Thủy quân Lục chiến Mỹ. A-25A được chuyển sang tiêu chuẩn SB2C-1 nhưng những chiếc SB2C-1 Thủy quân Lục chiến này không tham gia chiến đấu mà chỉ được dùng trong huấn luyện. Những chiếc A-25A còn lại chủ yếu được dùng trong huấn luyện và giả lập mục tiêu.
Tình huống tương tự xảy ra cho những chiếc Helldiver phục vụ tại Anh. Có 26 chiếc máy bay được giao (trong tổng số 450 chiếc đặt hàng) cho Không lực Hải quân Hoàng gia Anh, nơi nó được gọi là Helldiver I. Sau những cuộc thử nghiệm đáng thất vọng, không có chiếc Helldiver của Anh nào được đưa ra hoạt động. Sau chiến tranh, những chiếc máy bay còn lại được bán cho hải quân các nước Pháp, Ý, Hy Lạp, Bồ Đào Nha và Thái Lan.

## Các nước sử dụng
Úc
- Không quân Hoàng gia Australia

 Pháp
- Không lực Hải quân Pháp

 Greece
- Không quân Hy Lạp

 Ý
- Không lực Hải quân Ý

 Bồ Đào Nha
- Không lực Hải quân Bồ Đào Nha (trước 1952)
- Không quân Bồ Đào Nha (sau 1952)

 Thái Lan
- Không quân Hoàng gia Thái Lan

 Anh Quốc
- Không lực Hải quân Hoàng gia Anh

 Hoa Kỳ
- Hải quân Hoa Kỳ
- Thủy quân Lục chiến Hoa Kỳ
- Không lực Lục quân Hoa Kỳ

## Đặc điểm kỹ thuật (SB2C Helldiver)

### Đặc tính chung
- Đội bay: 02 người (phi công, xạ thủ súng máy/điện báo viên)
- Chiều dài: 11,2 m (36 ft 9 in)
- Sải cánh: 15,2 m (49 ft 9 in)
- Chiều cao: 4,5 m (14 ft 9 in)
- Diện tích bề mặt cánh: 39,2 m² (422 ft²)
- Trọng lượng không tải: 4.588 kg (10.114 lb)
- Trọng lượng có tải: 6.202 kg (13.674 lb)
- Trọng lượng cất cánh tối đa: 7.600 kg (16.800 lb)
- Động cơ: 1 x động cơ Wright R-2600 Cyclone bố trí hình tròn, công suất 1.900 mã lực (1.400 kW)

### Đặc tính bay
- Tốc độ lớn nhất: 473 km/h (294 mph)
- Tầm bay tối đa: 1.900 km (1.200 mi)
- Trần bay: 7.600 m (25.000 ft)
- Tốc độ lên cao: 8,9 m/s (1.750 ft/min)

### Vũ khí
- 2 x pháo 20 mm gắn trên cánh
- 2 x súng máy Browning M1919 7,62 mm (0,30 in) gắn trên buồng lái sau
- Khoang trong thân máy bay: 900 kg (2.000 lb) bom hoặc 1 x ngư lôi Mark 13-2
- Mang trên cánh: 225 kg (500 lb) bom trên mỗi cánh

## Nội dung liên quan

### Máy bay liên quan
- Curtiss XBT2C
- SBD Dauntless

### Máy bay tương tự
- Aichi D3A
- Blackburn Skua
- Breda Ba.65
- Brewster SB2A Buccaneer
- Douglas SBD Dauntless
- Fairey Barracuda
- Junkers Ju 87 Stuka D
- Vultee A-31 Vengeance
- Yokosuka D4Y

### Trình tự thiết kế
- Hải quân: BFC - BF2C - SBC - SB2C - SB3C - BTC - BT2C
- Lục quân: A-22 - A-23 - A-24 - A-25 - A-26 - A-27 - A-28

### Danh sách liên quan
- Danh sách máy bay chiến đấu
- Danh sách máy bay quân sự Hoa Kỳ
- Danh sách máy bay trong Chiến tranh Thế giới II